# King Neptune
King Neptune (Brasil: Rei Netuno ) é um desenho animado de 1932 feito por Walt Disney, o segundo de Silly Symphonies produzido em Technicolor. Enquanto Flowers and Trees foi originalmente concebido como um desenho animado preto e branco, o Rei Netuno era para ser em cores já desde o início, e foi capaz de tirar o máximo proveito disso. Enquanto o filme está incluído na liberação em VHS de Silly Symphonies e nos Walt Disney Treasures em DVD, não foi selecionado para a coleção Platinum Edition DVD. Alguns elementos deste curta (particularmente o ataque de Netuno contra os piratas) mais tarde serviu como inspiração para a batalha final em A Pequena Sereia.

## Enredo
Rei Netuno está regendo uma corte no fundo do oceano, sendo entretido por várias criatura do mar. Seus favoritos são um grupo de sereias (todas morenas, com excepção de uma única loira avermelhada) que aparecem ao lado do rei na maior parte do tempo. Uma vez que saem da presença do rei, as sereias vão para longe na superfície em uma pedra para relaxar. Elas são vistas por um bando de piratas lascivos que tentam capturá-los usando um laço. As sereias tentam escapar mais a loura é laçada e puxada para o navio dos zombeiros piratas. A jovem sereia com medo é então atacada pelos piratas cruéis, que pulam sobre ela e puxam seus cabelos, embora ela faça um bom trabalho em tentar rechaçá-los. Enfurecido que uma de suas criaturas mais queridas foi feita refém, rei Netuno parte em um ataque contra os piratas e uma fantástica batalha naval ocorre. As criaturas do mar trabalham juntos para imitar as máquinas de guerra como aviões e bombas, torpedos submarinos e outros equipamentos modernos. Durante o ataque, um pirata arrasta a sereia e coloca-la em um baú para guarda-la. Os piratas fazem um bom trabalho em neutralizar seus atacantes, então Netuno sobe para a superfície e convoca uma tempestade, agitando o oceano com seu tridente. No final, ele pula em cima do navio pirata, mergulhando-o direto para o fundo do oceano. 
Não há nenhum vestígio dos piratas, exceto uma única caixa que começa a pular por conta própria. A sereia saia dela, adornada em ouro e pérolas. Suas amigas vão a ter ela e pegam as jóias e depois realizam outro baile no oceano para a alegria de Netuno.